# Morcenx
Morcenx is een plaats en voormalige gemeente in het Franse departement Landes (regio Nouvelle-Aquitaine) en telt 4383 inwoners (1999). De plaats maakt deel uit van het arrondissement Mont-de-Marsan. Morcenx is op 1 januari 2019 gefuseerd met de gemeenten Arjuzanx, Garrosse en Sindères tot de gemeente Morcenx-la-Nouvelle. 

## Geografie
De oppervlakte van Morcenx bedraagt 61,9 km², de bevolkingsdichtheid is 70,8 inwoners per km².

## Verkeer en vervoer
In de gemeente ligt het spoorwegstation Morcenx.
De onderstaande kaart toont de ligging van Morcenx met de belangrijkste infrastructuur en aangrenzende gemeenten.

## Demografie
Onderstaande figuur toont het verloop van het inwonertal (bron: INSEE-tellingen).